# Über den Wassern
Über den Wassern is een toneelstuk in drie akten van Georg Engel. Georg Engel gaf het in 1901 uit en het werd voor het eerst gespeeld in het Stadttheater in Bremen op 4 december 1902. Er zijn nog enige andere voorstellingen geweest zoals in 1916 in het theater in Greifswald (geboorteplaats van de schrijver) en in Bolzano in 1922 (Sopra le acque). Bij die laatste werd vermeld dat het zowel publiek als critici niet kon bekoren. In Oslo werden dertien voorstellingen gegeven vanaf 3 oktober 1916.
Het toneelstuk kent slechts vijf rollen: Pastoor Holm, Pastoor Siewert, Horlogemaker Rutschow, Stine Kos en huishoudster mevrouw Westphal. Over de inhoud is niets meer bekend, het toneelstuk verdween voorgoed in de la.

## Over Vandene
De voorstellingen in oktober en november 1916 in Oslo vonden plaats in het Nationaltheatret onder de titel Over Vandene in een vertaling van Rolf Horth-Schoyen. De muzikaal leider van het theater Johan Halvorsen  zocht muziek uit waarmee hij de uitvoeringen kon begeleiden. Hij vond de muziek in al eerder onder zijn leiding uitgevoerde werken zoals:
- Ludwig van Beethoven: Coriolanus Ouverture
- Pjotr Iljitsj Tsjaikovski: Andante  uit diens Hamlet
- Camille Saint-Saëns: Prelude déluge
- eigen werk, die nauwelijks een A-viertje beslaat en alleen in manuscript achtergebleven is.

De hoofdrol in de Noorse versie werd gespeeld door Johanne Dybwad, Nicolai Halvorsen speelde de horlogier, Stub Wiberg speelde Siewert.